# 스트리킹

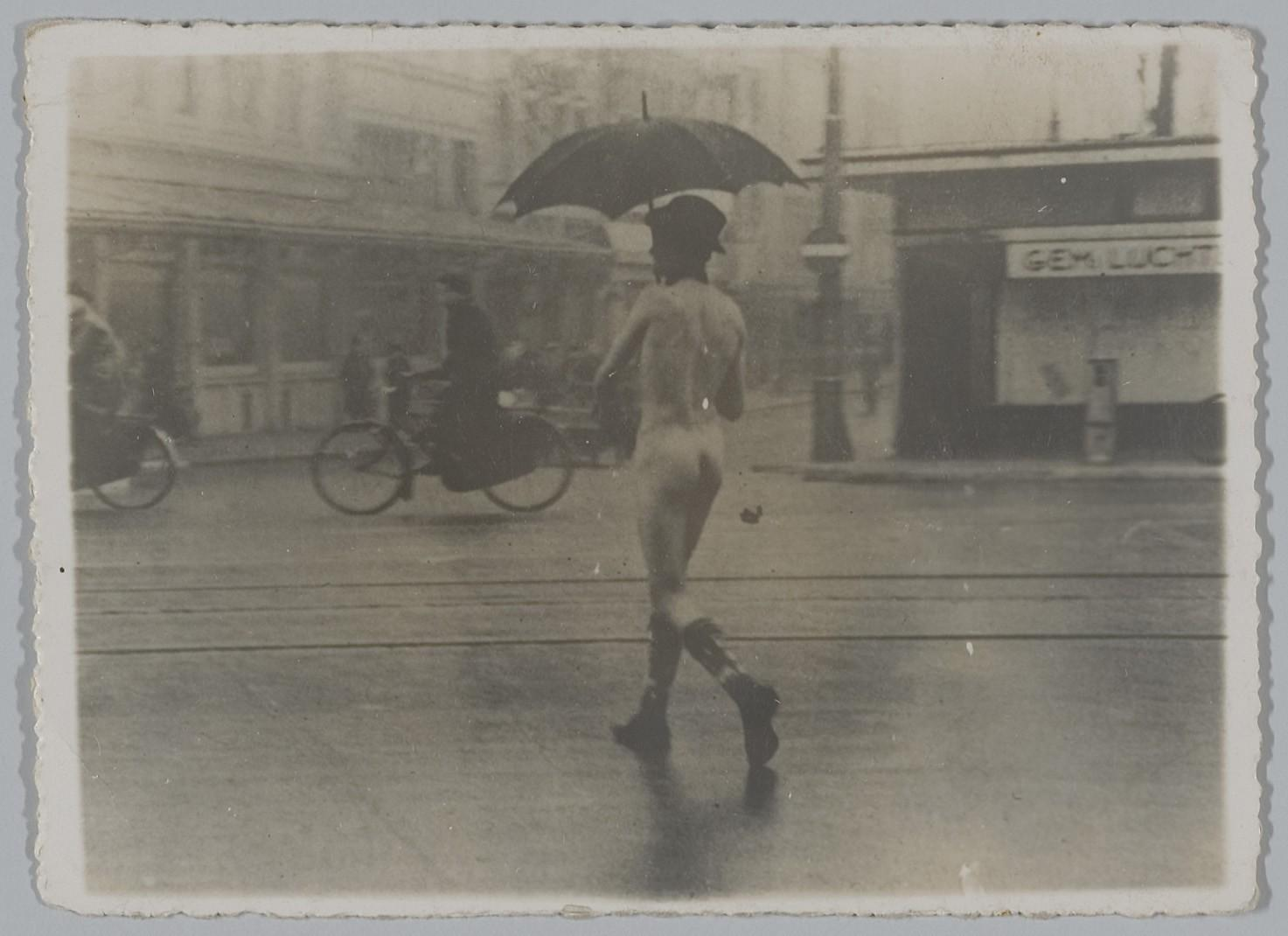
1941년의 네덜란드의 스트리커

스트리킹(streaking)은 1974년 초에 미국에서 처음으로 시작된 것으로 발가벗고 대중 앞에서 달리는 행위를 일컫는데, 이러한 행위를 하는 사람들을 스트리커(Streaker)라고 칭한다.
스트리킹은 장난, 도전 또는 항의의 한 형태로 홍보를 위해 공공 장소를 알몸으로 달리는 행위이다. 스트리킹은 종종 스포츠 경기와 관련이 있지만 더 외딴 지역에서도 발생할 수 있다. 스트리커는 종종 스포츠 관계자들이나 경찰에 의해 추적된다.

## 기록
2004년 기준, 가장 큰 그룹 연속 연속 기록은 1974년 3월 7일 조지아 대학교에서 1,543명의 동시 연속 연속 연속 기록을 세웠다.